# Tales of Mystery and Imagination
Tales of Mystery and Imagination es el álbum debut del grupo musical británico The Alan Parsons Project, liderado por Alan Parsons y Eric Woolfson, publicado el 1 de mayo de 1976 en Estados Unidos por 20th Century Records, y un mes después en el Reino Unido por Charisma Records. Se trata de un álbum conceptual que, a través de siete canciones, gira en torno a la obra del escritor Edgar Allan Poe. Tomando el nombre de una compilación de cuentos del mismo, la música y letras del álbum trajeron a una audiencia de culto.
El álbum llegó al puesto 38 de las listas Billboard. La canción «(The System of) Doctor Tarr and Professor Fether» llegó al número 37, y al puesto 62 en Canadá. 
En 1987 se publicó una nueva remezcla, con algunas significativas variaciones respecto al original, entre ellas una narración vocal a cargo de Orson Welles.

## Producción
La idea original de Alan Parsons era hacer un álbum en el que él y Eric Woolfson aportarían la parte instrumental, mientras que una serie de cantantes invitados serían los encargados de la parte vocal. 5 de las canciones están basadas en los cuentos El cuervo, El corazón delator, El barril de amontillado, El sistema del doctor Tarr y el profesor Fether, y La caída de la casa Usher, este último siendo una suite instrumental de 16 minutos, dividido en 5 secciones; la primera tomando inspiración de La caída de la casa Usher de Debussy. El álbum comienza y termina con dos composiciones libremente inspiradas en los poemas Un sueño en un sueño y A alguien en el paraíso; el primero es un instrumental al que luego fue añadido una narración de Orson Welles también inspirado en el poema, y el segundo es una balada que termina con una narración del último verso del poema epónimo.
«The Raven» incluye al actor Leonard Whiting en vocales, junto a Alan Parsons cantando a través de un vocoder al inicio de la canción, propiedad de EMI; de acuerdo al libreto de la edición en CD, fue la primera canción rock de la historia en usar un vocoder digital.
Los vocalistas invitados para este LP fueron Leonard Whiting («The Raven»), Arthur Brown («The Tell-Tale Heart»), John Miles («The Cask of Amontillado» y «(The System of) Doctor Tarr and Professor Fether») y Terry Sylvester («To One in Paradise»). Todos los miembros de las bandas Ambrosia y Pilot participan en el disco.
La presentación inaugural de este trabajo tuvo lugar en el Observatorio del Planetario del Parque Griffith (Inglaterra) acompañado de un show de iluminación láser.

## Arte de portada
La portada es obra de Hipgnosis, estudio que continuaría creando portadas para el grupo hasta el lanzamiento del álbum Eye in the Sky. Storm Thorgerson, miembro del estudio, mencionó que Woolfson y Parsons querían un diseño "elegante", incluyendo un libro con letras, largos créditos y una cronología de la vida de Poe. Describió también la recurrente imagen de un hombre "encintado":
Poe estaba ensimismado en la idea de la sepultura. Muchos de sus personajes fueron encerrados de un modo u otro - en ataúdes, muros de ladrillo o bajo el suelo. Se nos ocurrió el hombre "encintado" - una figura parecida a una momia, envuelta en una cinta magnética de 2 pulgadas en lugar de vendajes. Este elemento está parcialmente relacionado al horror, de igual manera que ser "sepultados", y la cinta de 2 pulgadas sugiere apropiadamente que el álbum está hecho por un productor en un estudio, en lugar de por una banda que graba material para luego tocar en vivo. Los clientes estaban intrigados por esta idea, pero no querían una cubierta pictórica, sino una representación gráfica precisa. La estrecha banda ilustrada por George [Hardie] muestra una larga sombra del hombre encintado.

El booklet (incluido en el interior de la portada) esta compuesto de fotos relacionadas a las canciones, y bocetos que muestran al hombre encintado retorciéndose en su agobiante mundo y tratando de desenredarse. Las letras dibujadas en mayúscula continúan con la idea. El diseño y las dibujos son de Colin Elgie. La portada es uno de nuestros mejores intentos de mezclar fotografía e ilustración.

## Recepción
El álbum obtuvo críticas mixtas tras su lanzamiento. Billy Altman de Rolling Stone concluyó que no reproducía precisamente la tensión y terror macabro de Poe, concluyendo que "los aficionados a la literatura gótica tendrán que esperar a alguien que tenga más sangre macabra para una mejor traducción musical de los usualmente terroríficos trabajos de Poe". De igual manera, el álbum ha conseguido algún estatus de culto entre los fans del Alan Parsons Project. En julio de 2010, el álbum fue nombrado por Classic Rock como uno de los "50 álbumes que definieron al rock progresivo".

## Reediciones
El álbum originalmente llevaba el nombre The Alan Parsons Project, y fue lo suficientemente exitoso para conseguir disco de oro. La identidad del grupo como una banda propiamente dicha se consolidó en 1977 con el lanzamiento de su segundo álbum, I Robot.
La versión original del álbum estuvo disponible por varios años en vinilo y casete, pero no estuvo inmediatamente disponible en CD (el formato siendo introducido en 1982).
En 1987, Parsons remezcló completamente el álbum, incluyendo más pasajes de guitarra y narración de Orson Welles, además de actualizar la producción sonora, añadiendo reverberación a las baterías, elemento muy popular en la música de ese entonces. El CD menciona que Welles nunca conoció a Woolfson o a Parsons, pero les envió una cinta de su narración poco después del lanzamiento del álbum.
El primer pasaje narrado por Welles en la remezcla de 1987 (apareciendo al inicio de todo el álbum) viene de una escritura no-ficción poco conocida de Poe - su marginalia número XVI. El segundo pasaje narrado (aparenciendo al inicio de The Fall of the House of Usher) parece ser un parafraseo parcial o un compuesto de escrituras no-ficción de Poe, principalmente de una colección de poemas titulada Poemas de juventud (incluida en "Introducción a poemas - 1831" en una sección llamada "Carta al señor B"; la parte de "Shadows of shadows passing" viniendo de la marginalia).
En 1994, MFSL lanzó la edición original de 1976 en CD, siendo el debut de dicha versión en digital.
En 2007, una edición de lujo lanzada por Universal incluyó ambas versiones remasterizadas por Alan Parsons junto a 8 canciones extra.

## Lista de canciones
Todas las canciones escritas por Eric Woolfson y Alan Parsons excepto The Fall of the House of Usher, escrita por Woolfson, Parsons y Andrew Powell.

Todas las canciones escritas y compuestas por Eric Woolfson y Alan Parsons excepto por The Fall of the House of Usher por Woolfson, Parsons y Andrew Powell. 
| N.º | Título                                             | Vocales                                                            | Duración |  |
| 1.  | «A Dream Within a Dream»                           | Instrumental; con narración de Orson Welles en la remezcla de 1987 | 4:14     |  |
| 2.  | «The Raven»                                        | Alan Parsons (vocoder), Leonard Whiting                            | 3:57     |  |
| 3.  | «The Tell-Tale Heart»                              | Arthur Brown (vocales adicionales: Jack Harris)                    | 4:38     |  |
| 4.  | «The Cask of Amontillado»                          | John Miles (vocales adicionales: Terry Sylvester)                  | 4:33     |  |
| 5.  | «(The System of) Doctor Tarr and Professor Fether» | John Miles (vocales adicionales: Jack Harris)                      | 4:20     |  |
| 6.  | «The Fall of the House of Usher»                   | Instrumental; con narración de Orson Welles en la remezcla de 1987 | 16:10    |  |
| 7.  | «To One in Paradise»                               | Terry Sylvester (vocales adicionales: Eric Woolfson, Alan Parsons) | 4:46     |  |

### Edición de lujo de 2007
Disco 1: Pistas 1-11: Versión original de 1976 remasterizada del álbum
1. «The Raven» (demo original)
2. «Edgar» (demo de una canción no lanzada)
3. «Orson Welles Radio Spot»
4. «Interview with Alan Parsons and Eric Woolfson» (1976)

Disco 2: Pistas 1-11: Remezcla de 1987
1. «Eric's Guide Vocal Medley»
2. «Orson Welles Dialogue»
3. «Sea Lions in the Departure Lounge» (efectos de sonido y experimentos)[8]
4. «GBH Mix» (experimentos no lanzados)